# TV Zimbo
TV Zimbo és la primera emissora de televisió privada a Angola. TV Zimbo és propietat de l'editora de mitjans privats Grup Medianova propietat de José Eduardo dos Santos, ex president de la República d'Angola.

## Història
TV Zimbo va ser fundada el 14 de desembre de 2008 i va començar una programació regular el 15 de maig de 2009, a temps per a les eleccions de 2009 i la Copa d'Àfrica de Nacions 2010. Medianova acaba de llançar un periòdic setmanal, O Pais, i una emissora de ràdio, Radio Mais (primera emissora privada d'Angola). El canal es va llançar en col·laboració amb TVI i la BBC. Té una plantilla de 310 treballadors, inclòs un personal editorial de 22 membres. Medianova va invertir 26 milions de dòlars en el llançament de TV Zimbo. El nom Zimbo es va originar a partir de la primera moneda local utilitzada a Angola i a gairebé tota la costa de l'Àfrica Occidental, una conquilla de la mida d'un gra de cafè, que va aparèixer al llarg de la costa d'Angola.
Semblava més tard que la televisió Zimbo no va començar amb les normatives legals necessàries. Al novembre de 2010, després d'una crisi financera a Medianova, el 75% dels empleats de TV Zimbo, majoritàriament expatriats portuguesos, van ser acomiadats i substituïts per tècnics locals.
El juliol de 2014, TV Zimbo va emigrar a HD TV.
Durant les eleccions presidencials angoleses d'agost de 2017 la Unió de Periodistes Angolesos va criticar TV Zimbo per afavorir la participació del MPLA, donant 227 minuts als membres del MPLA i 30 minuts a altres partits entre el 4 i el 14 d'agost de 2017.

## Distribució
TV Zimbo és transmesa per emissores privades de televisió per satèl·lit ZAP i DStv així com per proveïdor de cable privat TV Cabo Angola.